# Balhae
Balhae (hangul: 발해; hanja: 渤海; koreansk udtale: [paɾhɛ]) var et middelalderligt kongerige omfattende goguryeo- og mohe-folkene i den nordlige del af den koreanske halvø og det sydøstlige Manchuriet. Det eksisterede under Koreas nord-syd-statsperiode sammen med det Forenede Silla.
Balhae blev etableret under navnet Jin af kong Go i 698 efter hans nederlag til Tang-empiriet ved Tianmenling. Det omfattede til sidst områder inden for nutidens nordlige Korea, områder af Kinas nordøstlige dele, og Ruslands Primorskij kraj. Det blev besejret af khitanerne i 926. De fleste af de nordlige områder blev absorberede af Liao-dynastiet, mens de sydlige dele blev indlemmet i Goryeo.

## Navnet
Balhae blev grundlagt i år 698 under navnet "Jin" eller "Chin". Dette er den moderne reviderede romanisering af koreansk 진, den samme som den tidligere Jin-kongerige. Men dette rige skrev sit eget navn som 辰 ved brug af koreanske hanja-tegn (hanja), med den rekonstruerede gamle kinesiske udtale /*[d]ər/ og den mellemkinesiske udtale dzyin. [1] Kong Go's stat skrev sit navn som 震, med mellemkinesisk udtale tsyin. Den tidligere stats karakter henviste til 5. jordiske gren af de kinesiske og koreanske dyrekredse, en opdeling af Jupiters bane identificeret med dragen. Dette var forbundet med en pejling på 120° (mellem ØSØ og SØ), men også med de to-timers periode mellem 7:00 og 9:00, hvilket bringer det til at være forbundet med daggry og retningen øst. Sidstnævnte stats navn kan have simpelthen været en variant af transskriptionen af dette eller kan have til formål den anden tegns betydning: "tordenbrag", "chok", "tremor", m.m.
I 712 blev staten omdøbt til "Balhae", den koreanske form af Bohaihavet.

## Historie

### Oprindelse
Den tidligste bevarede registrerede omtale af Balhae kommer fra Tangshu (Gamle Bog om Tang), der blev udarbejdet mellem 941 og 945. Det sydlige Manchuriet og det nordlige Korea udgjorde tidligere området Goguryeo, et af de tre kongeriger i Korea. Goguryeo faldt til de allierede styrker fra Silla og Tang-dynastiet i 668. Tang annekterede meget af det vestlige Manchuriet, mens Silla forenede den koreanske halvø syd for Taedong og udviklede sig til det Forenedne Silla.
Under den forvirring, der opstod som følge af opstanden fra khitanerne mod Tang, allierede Dae Jung-sang, en tidligere Goguryeo-tjenestemand , som var leder af en rest af Goguryeo, sig med Geolsa Biu, en leder af mohe-folket, og rejste sig mod Tang i 698 som Go. Efter Dae Jungsangs død, efterfulgte hans søn, Dae Jo-yeong, en tidligere Goguryeo-general sin far. Geolsa Biu døde i kamp mod Tangs hær ledet af generalen Li Kaigu. Dae jo Yeong formåede at flygte uden for Tang kontrollerede område med de resterende Goguryeo- og Mohe-soldater. Han besejrede en forfølgende hær sendt af Wu Zetian i slaget ved Tianmenling, hvilket gjorde ham i stand til at etablere staten Balhae i den tidligere region Yilou som kong Go.

### Ekspansion og udenlandske forbindelser
Den anden konge Mu (regerede 719-737), som følte sig omgivet af Tang, Silla og Heishui Mohe langs Amur, angreb Tang med sin flåde i 732 og dræbte en Tang præfekt, som residerede på Shandong-halvøen. På samme tid førte kongen tropper ad landruter til Madushan (馬 都 山) i udkanten af Shanhai-passet (omkring 300 kilometer øst for nuværende Beijing) og besatte byer i nærheden. Han sendte også en mission til Japan i 728 for at true Silla fra sydøst. Balhae opretholdt diplomatiske og kommercielle kontakter med Japan indtil rigets ophør. Balhae sendt udsendinge til Japan 34 gange, mens Japan sendte gesandter til Balhae 13 gange. Senere blev et kompromis smedet mellem Tang og Balhae, hvorved Tang diplomatisk anerkendte Mun af Balhae, der efterfulgte sin fader på tronen som konge af Balhae.
Den tredje kejser Mun (regerede 737-793) udvidede sit territorium i Amur-dalen i nord og Liaodonghalvøen i vest. I løbet af hans regeringstid blev oprettet en handelsrute med Silla, kaldet "Sillado" (신라 도, 新 羅 道). Kejser Mun flyttede hovedstaden for Balhae flere gange. Han etablerede også Sanggyeong, den permanente hovedstad nær søen Jingpo i den sydlige del af Heilongjiang-provinsen omkring 755; stabiliserede og styrkede det centrale styre over forskellige etniske stammer i hans rige, som blev udvidet midlertidigt. Han gav også tilladelse til oprettelsen af Jujagam (胄 子 監), det nationale akademi, baseret på det nationale akademi i Tang. Selv om Kina anerkendte ham som en konge, omtalte Balhae selv ham som søn af himlen og en kejser.
Under den tiende kong Seon regeringstid (regerede 818-830), kontrollerede Balhae det nordlige Korea, nordøstlige Manchuriet og det nuværende Primorskij kraj i Rusland. Kong Seon førte kampagner, der resulterede i absorberingen af mange nordlige Mohe-stammer og at mod sydvest Lille Goguryeo kongeriget, som var beliggende på Liaodonghalvøen, blev optaget i Balhae. Dens styrke var sådan, at Silla blev tvunget til at bygge en nordlig forsvarsmur i 721 samt opretholde aktive forsvar langs den fælles grænse.

### Nedgang
Efter kong Seon (830) findes der ingen overlevende skriftlige optegnelser over Balhae. Nogle forskere mener, at udbruddet af Baekdu-vulkanen kan have forårsaget en national katastrofe, der førte til den endelige fald til khitan-riget med Liao-dynastiet, mens andre historikere mener, at etniske konflikter mellem de regerende koreanerne og underklassen af mohe svækkede staten. Khitanerne var centrerede i Liaoning og Indre Mongoliet, som overlapper Balhae's formodede territorier i vest. En khitansk invasion tog hovedstaden Balhae efter en 25-dages belejring i 926. Efter, at ødelæggelsen af Balhae i 926, etablerede khitanerne en marionetstat, Dongdan-kongeriget, som blev annekteret af Liao i 936. De fleste Balhae aristokrater blev forflyttede til Liaoyang, men Balhae's østlige område forblev politisk uafhængigt. Goryeosa registrerer ankomsten af 10.000 Balhae mennesker ledet af en generel på flugt fra khitanerne i 925, et år før det endelige sammenbrud af riget. Resten af Balhae mennesker blev assimilerede i det khitanske statssamfund i lighed med jurchen, som gjorde oprør mod khitanerne senere i århundredet. Nogle efterkommere af 10.000 Balhae emigranter i Goryeo skiftede efternavn til Tae (태, 太), mens kronprins Dae Gwang-hyeon fik familienavnet Wang (왕, 王), den kongelige familie fik navnet Goryeo-dynastiet. Balhae var den sidste stat i koreansk historie til at holde kontrol over noget væsentlig område i Manchuriet, selvom senere koreanske dynastier fortsatte med at betragte sig selv som efterfølgere til Goguryeo og Balhae.
Khitanerne selv bukkede til sidst under for jurchen, der grundlagde Jin-dynastiet. Jurchens proklamationer understregede fælles afstamning af Balhae og jurchen fra desyv Wuji (勿吉) stammer, og proklamerede "Jurchen og Balhae er af samme familie". Det fjerde, femte og syvende kejsere af Jin havde mødre af balhae ægtefæller. Den 13. århundredes folketælling i det nordlige Kina af mongolerne skelnede balhae fra andre etniske grupper såsom goryeo, khitan og jurchen.

### Efterspil
Efter faldet af Balhae og dens sidste konge i 926, blev det omdøbt Dongdan af sine nye khitanske herskere, som havde kontrol over det meste af Balhaes gamle områder. Men fra 927 udbrød der mange oprør i områderne. Disse oprør blev til sidst vendt til flere Balhae-vækkelser. Ud af disse lykkedes det kun tre at etablerede kongeriger: Sene Balhae, Jeong-an kongeriget, Heung-yo kongeriget og Daewon kongeriget. Disse tre riger var i stand til midlertidigt at fordrive khitanerne og deres Dongdan kongerige ud af Liaodonghalvøen,[kilde mangler] men de blev alle til sidst hærget af Liao-imperiet.
I 925 gjorde Dae Gwang-hyeon, den sidste kronprins af Balhae, oprør mod khitanerne. Efter at være blevet besejret flygtede han til Goryeo, hvor han fik beskyttelse og det kejserlige efternavn af Wang Geon hvorved han forenede de to efterfølgende nationer til Goguryeo. Dette resulterede i, at Liao afbrød de diplomatiske forbindelser med Goryeo, men der var ingen fare for invasion. Han bragte cirka 10.000 mand med sig. 

## Regering og kultur
Balhae bestod af tilbageværende folk fra det tidligere Goguryeo og af flere manchu-tungusiske folk, der levede i Manchuriet, hvoraf den indfødte mohe-befolkning udgjorde en del. Mohe-folket blev tvunget ind i en arbejderklassestatus for at tjene Goguryeos herskende klasse. Som sådan udgjorde de hovedparten af arbejderklassen samt et flertal af befolkningen. Ikke desto mindre var der eksempler på at mohe-folk bevægede sig op i Balhae elite, skønt få, såsom tilhængere af Geolsa Biu, som støttede establishmentet i Balhae. De var begrænset til titel af "suryong", eller "chef", som er afledt af gammelt Goguryo-sprog, og spillede en rolle i den herskende elite. Selvom det var sjældent, havde nogle medlemmer på Balhaes ambassader mohe-efternavne.
Eftersom alle skriftlige optegnelser fra Balhae selv er gået tabt, må alle oplysninger om riget opnås fra arkæologiske udgravninger og samtidige kinesiske annaler. Efter sin grundlæggelse importerede Balhae aktivt aspekter af kultur og det politiske system fra Tang-dynastiet i Kina. Arkæologer studerer byplanerne for Balhae byer har konkluderet, at Balhae byer delte fælles træk med byer i Goguryeo, hvilket indikerer, at Balhae bevarede kulturelle lighedstræk med Goguryeo efter sin grundlæggelse. Ifølge kinesiske annaler havde Balhae fem hovedstæder, femten provinser og 63 amter.
Det bemærkes, at Balhae var et kulturelt avanceret samfund, og en embedsmand fra Kina beskrev det som et "blomstrende land i øst." Regeringen omfattede tre kancellier og seks ministerier. Det er indlysende, at Balhaes struktur blev udformet efter det kinesiske system, men at det ikke helt var i overensstemmelse med det for Tang. "Taenaesang" eller "den høje minister for retten" var fornemmere i forhold til de to andre kancellier (venstre og højre), og systemet med fem hovedstæder stammer fra Goguryeo administrative struktur. Balhae, ligesom Silla, sendte mange studerende til Tang for at studere, og mange drog dertil for at tage og videregive de kinesiske tjenestemandseksamener. Som følge heraf blev Balhaes hovedstad Sanggyong organiseret efter forbillede fra Tangs hovedstad Chang'an. Boligområder blev lagt ud på hver side af slottet som var omgivet af en rektangulær mur.
De vigtigste rødder for Balhaes kultur var af Goguryeo oprindelse. En Ondol (Gulvvarme) installation blev afsløret i den indre citidel i Balhae palads og mange andre støder op til det. Desuden blev buddhistiske statuetter og motiver fundet i Balhaes templer, hvilket afspejler den særlige Goguryeo-kunst. En vigtig kilde til kulturel information om Balhae blev opdaget i slutningen af det 20. århundrede i gamle grave på Longtou-bjerget, især et mausoleum for prinsesse Jeonghyo.

## Karakterisering og politisk fortolkning
Kontrovers hviler over den etniske sammensætning af befolkningen i Balhae. At Balhae blev grundlagt af en tidligere general fra Goguryeo er ubestridt, men der er en vis uenighed hans etnicitet på grund af tvetydige formuleringer i historiske kilder. Ingen skriftlige optegnelser fra Balhae selv har overlevet.
Moderne koreanske forskere har generelt betragtet Balhae som en forlængelse af det koreanske Goguryeo-rige (37 f.Kr. - 668 e.Kr.) lige siden udgivelsen af Jewang ungi. Det 18. århundrede, under Joseon-dynastiet, var en periode, hvor koreanske forskere begyndte at udvise en fornyet interesse for Balhae. Qing- og Joseon-dynastiet havde forhandlet og afgrænset den kinesisk-koreanske grænse langs floderne Yalu og Tumen i 1712, og Jang Ji-yeon (1762-1836), der var journalist, forfatter af nationalistiske skrifter og arrangør af nationalistiske foreninger, skrev talrige artikler hvori han argumenterede, der hvis Joseon embedsmænd havde betragtet Balhae som en del af deres område, ville de ikke være så ivrige efter at "opgive" landet nord for floderne. Yu Deuk-gong hævdede i sit 18. århundrede arbejde Balhaego (En undersøgelse af Balhae), at Balhae burde indgå som en del af koreanske historie, og at dette ville retfærdiggøre territoriale krav på Manchuriet. Den koreansk historiker Sin Chae-ho skrev om Jiandao i begyndelsen af det 20. århundrede og begræd, at i århundreder havde koreanske folk i deres "hjerter og øjne betragtet kun jorden syd for Yalu-floden som deres hjem" og at "halvdelen af vores forfader Dangun s gamle lande er blevet tabt i over ni hundrede år." Sin kritiserede også Kim Busik, forfatter af Samguk Sagi, for at udelukke Balhae fra sit historiske arbejde og hævder, at Silla havde opnået en forening af Korea. Inspireret af ideer om socialdarwinisme skrev Sin:
"Hvor intime er forbindelsen mellem Korea og Manchuriet? Når den koreanske race opnår Manchuriet, er den koreanske race stærk og velstående. Når en anden race opnår Manchuriet, er den koreanske race ringere og trækker sig tilbage. Ydermere, når besiddelsen er af en anden race, hvis denne race er den nordlige race, så kommer Korea ind i denne nordlige races magtsfære. Hvis en østlige race opnår Manchuriet, så kommer Korea ind under denne races magtsfære. Ak! Dette er en jern[hånd] regel, der ikke har ændret sig i fire tusinde år."
Hverken Silla eller senere Goryeo skrev en officiel historie for Balhae, og nogle moderne forskere hævder, at havde de gjort det, ville koreanerne have haft en stærkere krav på Balhaes historie og territorium.
I moderne Nord- og Sydkorea er Balhae betragtet som en koreansk stat og er placeret i "Nord-Syd-staternes periode" (med Silla) i dag, selv om en sådan opfattelse har haft fortalere i fortiden. De understreger en forbindelse med Goguryeo og minimerer den med mohe. Mens Sydkoreanske historikere mener, at etniciteten i den herskende klasse var Goguryeo og almuen var blandet, herunder med Mohe, anser nordkoreanske historikere at Balhae etnografi for det meste var Goguryeo. Koreanerne tror at grundlæggeren Dae Joyeong var af Goguryeo-astamning. Tangshu (Den gamle Bog om Tang) siger, at "Dae Joyeong af Balhae-Mohe, var oprindelig fra en afdeling af Goguryeo" (渤海 靺 鞨 大 祚 榮 者, 本 高麗 別 種 也.).
I Vesten er Balhae generelt karakteriseret som en efterfølger til Goguryeo, der handlede med Kina og Japan, og dets navn er romaniseret fra koreansk. En alternativ romanisering fra koreansk, som "Parhae", og romanisering fra kinesisk, som "Bohai", er også almindelige i engelsk. Det ses som bestående af folk i det nordlige Manchuriet og det nordlige Korea, med dens grundlægger og den herskende klasse, der bestod hovedsageligt af de tidligere aristokrater fra Goguryeo. Koreanske forskere mener, at Balhaes grundlægger Dae Joyeong var af Goguryeo-etnicitet, mens andre mener, at han var en etnisk Mohe fra Goguryeo.
Ligesom mange gamle koreanske riger og andre stater, hyldede Balhae ofte Kina, og en arving, der mangler denne sanktion blev af Kina kaldt 知 國務 ( "leder af statsaffærer"), ikke konge; ligeledes betragtede Kina hver konge som samtidig værende præfekt for Holhan Prefecture (忽 汗 州 都督府 都督). Men Balhaes herskere kaldte sig kejsere[kilde mangler] og erklærede deres egne æranavne.
Ifølge nyhedsartikler citeret i en amerikansk rapport, anser Kina Balhae at være en provins i Tang-dynastiet. Dette synspunkt er knyttet til "det nordøstlige projekt i det kinesiske Akademi for Sociale Videnskaber" ledet af Det kinesiske akademi for socialvidenskaber. Kina mener også, at Balhae udgør en del af historien om dens etniske manchuere. Kinesiske historikere insisterer på, at Balhae var sammensat af Balhae etniske gruppe, som hovedsagelig var baseret på Mohe. I Den nye bog om Tang hedder det, at Balhae "var oprindeligt Sumo Mohe, der begyndte at alliere sig med Goguryeo og tog efternavnet Dae." (Dae er 大 i kinesisk, Wade-Giles: Ta; Pinyin: Da) (渤海, 本 粟末 靺 鞨 附 高丽 者, 姓 大 氏.), Samguk Sagi og Tang-dynastiet Tongdian erklærede, at Balhae var oprindeligt Limo Mohe. Ruijū Kokushi siger, at Mohes stammer grundlagde Balhae og udgjorde størstedelen af Balhae.
Historisk set betragtede jurchenerne (senere omdøbt manchuere) sig som delende herkomst med Mohe. Ifølge Jins Bog (金 史), er historien om Jin-dynastiet (1115-1234) under jurchenerne, at Jins grundlægger Wanyan Aguda engang sendte en edikt til Balhae, hvori det hævdes, at "Jurchenere og Balhae var oprindeligt af samme familie" (女直 渤海 本 同 一家). En tidligere, modsat opfattelse kommer fra kinesiske premierminister Zhou Enlai, der i 1963 sagde, at de koreanske folk har levet i den nordøstlige region i Kina siden oldtiden og udgravne levn beviser, at Balhae er en gren af det gamle Korea. Den tidligere kinesiske premierminister bemærkninger er offentliggjort gennem et dokument med titlen "Premierminister Zhou Enlais Dialog om kinesisk-koreanske forbindelser."
Folkerepublikken Kina beskyldes for at begrænse koreanske arkæologer adgang til historiske steder beliggende i Liaoning og Jilin. Begyndende fra 1994 begyndte et stigende antal sydkoreanske turister at besøge arkæologiske udgravninger i Kina og blev ofte informerede på nationale plancher. Dette blev forværret af en række gravrøverier og hærværk ved flere af disse arkæologiske udgravninger mellem 1995 og 2000.
Den sydkoreanske arkæolog Song Ki-ho, en kendt professor ved Seoul National University, der har udgivet flere papirer hvori han kritiserer den kinesiske regerings fortolkning af Balhae historie, har foretaget flere besøg til Kina i 1990'erne, 2000, 2003, og 2004 og undersøgt flere historiske steder og museer. Han fandt imidlertid sig selv begrænset af begrænsninger i sin notatskrivning og fotografering og blev endda bortvist fra flere steder af museets medarbejdere.
Nordkorea har begrænset uafhængige arkæologer fra sine historiske steder, hvoraf mange kan være Balhae-relaterede, siden begyndelsen af 1960-erne. Udenlandske forskere har kritiseret politisk skævhed i den nordkoreanske historieskrivning og har beskyldt nordkoreanske lærde for at rekonstruere eller endda opdigte historiske steder.
Lærde fra Syd- og Nordkorea, Rusland og Japan hævder, at Balhae var uafhængig i sine forbindelser med Tang-dynastiet. De fleste russiske arkæologer og forskere beskriver Balhae som et kongerige bestående af fordrevne Goguryeo-mennesker. De indrømmer, at Balhae havde en stærk kinesisk og centralasiatiske indflydelse. 
I forbindelser med Japan har Balhae henvist til sig selv som Goguryeo, og Japan hilste med tilfredshed denne som en slags genskabelse af sit tidligere venskabelige forhold til Goguryeo.
Den finske sprogforsker Juha Janhunen mener, at det var sandsynligt, at en "tungusisk-talende elite" regerede i Goguryeo og Balhae, og han beskriver dem som "protohistoriske manchuriske stater", at en del af deres befolkning var tungusere, og at området i det sydlige Manchuriet var oprindelsesstedet for tungusiske folk og beboet kontinuerligt af dem siden oldtiden, og Janhunen afviste modsatrettede teorier om Goguryeo og Balhae etniske sammensætning.